# Crysis 2
Crysis 2 é um jogo eletrônico de tiro em primeira pessoa lançado em 22 de Março de 2011, desenvolvido pela Crytek e distribuído pela Electronic Arts com a história redigida por Richard K. Morgan e disponível para as plataformas Microsoft Windows, Xbox 360 e Playstation 3. É a sequência para o jogo Crysis lançado em 2007.

## O Jogo

### História
Há 3 anos, militares vestidos com uma Nanosuit de última geração impediram o que parecia ser o início de uma invasão alienígena. Mas, recentemente, nos Estados Unidos, desastres naturais começaram a acontecer como pragas. E há poucos dias, um vírus de força destrutiva está corroendo as pessoas da ilha de Manhattan em New York.
Os militares enviados para lá estão sendo incrivelmente violentos. E eles não estão sabendo lidar com o pior: a invasão alienígena, que vem não somente do espaço, mas também de dentro do próprio planeta Terra.
E o único capaz de impedir tudo isso é Prophet, que sofre os efeitos do vírus e é obrigado a passar sua Nanosuit para um fuzileiro da marinha que se deparava quase morto, após isso ele se mata para evitar a contaminação total de seu corpo pelo vírus. Armado com a última Nanosuit existente, Alcatraz irá enfrentar militares corruptos e Alienígenas poderosíssimos para defender o que sobrou de New York.

### Nanosuit 2.0
O Nanosuit é uma extremamente versátil e poderosa armadura de batalha originalmente desenvolvida na intenção de permitir que os seres humanos possam operar em ambientes (nucleares especificamente) que, de outra forma, são potencialmente letais. Isto foi permitido através da capacidade do naipe de adaptação e de absorção de energia nuclear em várias formas por meio de calor e radiação. Além disso, CryFibril do traje  (músculo artificial) tornou-se possível para o aumento da Nano-bot, com poderes físicos sobre-humanos. Estes fatos são o auge, e tecnologicamente mais avançado equipamento, descobriu dentro de mãos humanas, capaz de rivalizar até mesmo tecnologia alienígena.

#### Funções
A função principal das nanosuits são a sua capacidade de dedicar o seu fornecimento de energia para uma função específica que finalmente aumenta e melhora muito a certas propriedades do traje.
A Nanosuit é composta por quatro modalidades, que são equilibradas pela rapidez com que empobrecem o processo de reserva de energia. Elas são:
- Armor - Armadura (blindagem)
- Power - Força bruta, velocidade e agilidade
- Cloak - Invisibilidade
- Vision - Visão de calor

### Requisitos
Para Windows
- Sistema: Windows XP (Service Pack 3), Windows Vista (Service Pack 2),Windows 7 ou Windows 8 (para windows 8.1 não recomendado)
- Processador: Intel Core 2 Duo E4400 ou AMD Athlon 64 X2 3600+
- Memória: 2 GB (3 GB para Vista)
- Placa de vídeo:  NVIDIA GeForce 8800 GT 512 MB ou ATi Radeon HD 3850 512 MB (DirectX 11 Compatible GPU para o DX11 Texture Pack) (Recomendado GTX 460 1GB DDR5)
- Som: DirectX 9.0c
- Conexão: Conexão com a internet para jogar online e autorização para a primeira utilização
- HD: 9 GB de espaço livre